# Pseudokermes cooleyi
Pseudokermes cooleyi är en insektsart som beskrevs av King 1914. Pseudokermes cooleyi ingår i släktet Pseudokermes och familjen skålsköldlöss. Inga underarter finns listade i Catalogue of Life.